# هيكتور دي جيفارا
هيكتور دي جيفارا (بالإسبانية: Héctor de Guevara)‏ هو لاعب كرة قدم بيروفي، ولد في 1940 في أريكيبا في بيرو.

## وصلات خارجية
- هيكتور دي جيفارا على موقع أوليمبيديا (الإنجليزية)